# Tepr
Tanguy Destable, dit Tepr, est un musicien, compositeur et réalisateur artistique français, né le 23 mai 1980 à Morlaix (Finistère).
Il est également compositeur et producteur de musique électronique et hip-hop ainsi que de bande-son de films et de jeux vidéos.

## Biographie

### Jeunesse et formation
Tanguy Destable naît en 1980 à Morlaix.
Il a été membre du groupe Abstrackt Keal Agram, groupe français de musique électro actif de 2000 à 2006. En solo, sa musique évolue du hip-hop expérimental et de l'electronica vers la musique électronique plus dansante.

### Carrière
De 2003 à 2007, il sort trois albums solo sur le label Idwet ainsi qu’un EP sur le label Wall of sound.
Il se fait connaître du grand public en remixant le titre À cause des garçons de Yelle, groupe dans lequel il participe à l'écriture et à la production des morceaux sur trois albums et plusieurs remixes. Il les accompagnera sur les tournées mondiales des deux premiers albums, Pop-Up et Safari Disco Club entre 2006 et 2011. Il retrouve le groupe en 2020 à l'écriture et à la production de leur quatrième album L'Ère du verseau.
Entre 2005 et 2015, il a réalisé plusieurs remixes pour de nombreux autres artistes, tels que Calvin Harris, Martin Solveig, David Guetta ou bien encore Santigold. En 2015, il publie deux nouveaux EP intitulés Hypnotease et Half Below sur Partyfine, le label de Yuksek. Il sort l'album Technosensible chez Parlophone en 2019 puis Dance works 2015-2018 en 2022.
En 2020, il réalise, participe à la composition et aux arrangements de S16, deuxième album de Woodkid. Il sera aussi le directeur musical de la tournée du même album.
En 2022, il participe à la réalisation artistique et la réalisation additionnelle de certains morceaux de l'album L'Emprise de Mylène Farmer, aux côtés de Woodkid. Il aide ce dernier à la composition et la production du titre Guns for hire pour la série Arcane, dérivée du jeu vidéo League of Legends.
Fan des compositeurs Bernard Hermann, Mica Levi, Trent Reznor et Atticus Ross, Jonny Greenwood, il développe un rapport à l’image par sa collaboration de longue date avec le musicien-réalisateur Woodkid, qu’il assiste dans tous ses projets de musiques de films, de séries, video-games, monde de la mode. C’est dans leur studio commun « L’Atelier » qu’il travaille à l’élaboration de thèmes ainsi qu’à leurs déclinaisons et orchestrations.
Il a désormais développé sa propre palette qui mélange l’organique et la synthèse, évoquant un univers minimal et dystopique.
En 2024, Tepr compose sa première bande-son pour le film La nuit se traîne du réalisateur belge Michiel Blanchart qui remporte dix Magritte dont celui du meilleur film. La même année, il assiste Warren Ellis à la production de la bande-son du film Je suis toujours là du réalisateur brésilien Walter Salles. Le film remporte l'oscar du meilleur film étranger ainsi que le Golden Globe de la meilleure actrice pour Fernandas Torres.
Il aide Woodkid à la composition et la production du titre To ashes and blood qui sera utilisé dans l’épisode 3 de la saison 2 de la série Arcane.
À partir de l'automne 2022, il commence à travailler avec Woodkid sur la bande originale du jeu vidéo japonais Death Stranding 2: On the Beach, dirigé par Hideo Kojima. Les enregistrements avec orchestre et choeurs se déroulent en 2024 entre Paris, Los Angeles et Tokyo.
Death Stranding 2: On the beach sort le 26 juin 2025 sur PS5. Tepr y est crédité en tant que co-producteur, co-compositeur et co-arrangeur aux cotés de Woodkid.
Depuis 2018, Tepr participe à chaque bande-son des défilés de Nicolas Ghesquière chez Louis Vuitton.

## Vie privée
À partir de 2013, Tepr est en couple avec l'actrice Louise Bourgoin. Le 7 avril 2016, elle donne naissance à un garçon et en 2020 à leur second fils. Le couple se sépare en 2023. Il est désormais en couple avec l'actrice israélo-américaine Natalie Portman.

## Discographie

### Remixes
- Stuck In The Sound - Toyboy (2006)
- Yelle - À cause des garçons (2007)
- Yelle - Ce Jeu (2008)
- Martin Solveig - I Want You  (2008)
- Santogold - Say Aha (2008)
- Housse de Racket - Oh Yeah (2008)
- La Roux - Bulletproof (2009)
- Jahcoozi - Watching You (2010)
- Yelle - La Musique (2010)
- Jamaica - Jericho (2011)
- Team Ghost - Dead Film Star (2012)
- Fitz and The Tantrums - Out of My League (2013)
- Thomas Azier - How to Disappear (2013)